# Teogonija
Teogonija (Θεογονία) Heziodov je spjev u 1022 heksametra. U prijevodu znači "postanak bogova". Uz Homerove „Odiseju” i „Ilijadu”, „Teogonija” je najstariji izvor grčke mitologije. Ona je prva grčka mitološka sinteza koja raspravlja o postanku svijeta i rodoslovlju bogova. Pokušava afirmirati Zeusa koji pobjedom nad Titanima postaje svemogući čuvar pravde. Heziod nalazi svoje mjesto unutar mitološkog i kozmološkog pjesništva.

## Sadržaj
Heziod je u proemiju ovoga djela opisao kako su ga posjetile Muze. Naime, čuvao je svoje stado na Helikonu te su ga one posjetile u gustoj magli. Ovjenčale su ga lovorom, te su glasovi muza u njemu pobudili poriv za pjesništvom. U djelu „Poslovi i dani” spominje ovaj događaj jer govori kako je jednom, pobijedivši na pjesničkom natjecanju, za nagradu dobio tronožni kotao koji je posvetio helikonskim Muzama. Heziod također govori kako je govor Muza često neistina pod prividom istine, ali ponekad i prava istina. To je alegorija na pisce toga vremena koji ne pišu istinito te se ovo smatra jednim od začetaka prvih književnih polemika.
Kulminacijska točka epa jest takozvana „Titanomahija” gdje Zeus pobjeđuje Krona i Titane te postaje vrhovni grčki bog. Heziod bogove prikazuje uzvišeno, za razliku od Homera koji ih je antropomorfizirao - učinio ih nalik ljudima.
Teogonija započinje i „Kozmogonijom”, postankom svemira i svega što postoji. U početku je nastao Kaos, kaže Heziod, ali se ne kaže odakle je nastao. Kasnije govori kako su nastali Zemlja i Eros koji su, očito, proizašli iz samih sebe, a nisu bili stvoreni. Nakon toga iz Kaosa nastaju Ereb (Tama) i Noć. Iz njihove veze nastaju Eter (čisti, gornji zrak) i Dan. Nakon toga se rađa sve ostalo, a glavne ostaju tri grane: potomstvo Noći, potomstvo Urana i Geje i potomstvo Mora.
Heziod je povijest podijelio na doba - zlatno, srebrno, brončano, željezno i doba junaka. Heziod je živio u željeznom dobu, kao i mi danas. To je doba Pandore koja je pustila sva zla na svijet iz svoje kutije. Heziod govori o ovome dobu kao najgorem.
Na završetku „Teogonije” Heziod je najavio novu pjesmu koja će pjevati o ženama koje su kao ljubavnice bogova rodile slavno potomstvo. Zato se pjesma zvana „Katalog žena” često smatrala njegovom. „Katalog” je imao 5 knjiga i sadržavao je velik broj mitoloških priča iz različitih krajeva Grčke.

## Vanjske poveznice
- „Teogonija” (engl.jezik)
- „Teogonija” (grč. jezik)